# 昌竜寺
昌竜寺（しょうりゅうじ）は、宮崎県西臼杵郡日之影町にある曹洞宗の寺院。山号を雲峰山（うんぽうざん）と称し、本尊は釈迦如来。他に薬師如来・観世音菩薩・不動明王を奉り、霊場として八戸観音滝を護持している。九州四十九院薬師霊場第番十九番札所。

## 歴史
大永元年（1521年）に、肥後から招来した薬師仏を祀るべく八戸城主津隈越後守によって八戸地区に建立された薬現寺を前身とする。寛永2年（1625年）に、延岡領主有馬直純は舟の尾に代官所を置くこととなる。代官として重用された土地の有力者津隈宣次は、薬現寺を舟の尾の丘の上（尾の上）に移して、月山心甫和尚を迎えて開山法要をし、雲峰山・昌竜寺とした。享保19年（1734年）に、岩熊井堰（通称延岡用水）を開いた恩人の藤江監物（フジエケンモツ）父子の菩提寺でもある。

## 所在地
宮崎県西臼杵郡日之影町七折舟ノ尾2369-1

## 寺宝
- 肥後伝来薬師如来
- 延岡城牧野家書院天井絵
- 絶滅危惧種絵天井

## 交通アクセス
国道218号沿い。延岡市中心部より車で30分。